# Pachymetopon
Pachymetopon är ett släkte av fiskar. Pachymetopon ingår i familjen havsrudefiskar.
Kladogram enligt Catalogue of Life:
| Pachymetopon | \| \| Pachymetopon aeneum \| \| \| \| \| \| Pachymetopon blochii \| \| \| \| \| \| Pachymetopon grande \| \| \| \| |
|              | \| \| Pachymetopon aeneum \| \| \| \| \| \| Pachymetopon blochii \| \| \| \| \| \| Pachymetopon grande \| \| \| \| |
|              | Pachymetopon aeneum                                                                                                |
|              | |
|              | Pachymetopon blochii                                                                                               |
|              | |
|              | Pachymetopon grande                                                                                                |
|              | |